# Solar da Família Vaz Osório
O Solar da Família Vaz Osório, também referido como Casa dos Vazes ou Casa Vaz, é um Solar português edificado em Peso da Régua, distrito de Vila Real.
Trata-se de um imóvel Classificado como Imóvel de Interesse Público (IIP) pelo Instituto Português do Património Arquitectónico (IPPAR), através do Dec. 45/93, DR 280 de 30 de novembro de 1993, e foi edificado à saída da localidade de Peso da Régua, próximo à estrada que leva a Vila Real.
O Solar da família Vaz Osório sobressai nos seus vários aspectos arquitectónicos: Apresenta uma fachada principal dotada de Brasão, algo estreita e com um longo alçado que se encontra aberto por dez janelas de sacada.
A planta deste solar desenvolve-se em forma de L. A longa fachada principal é precedida de um pátio de pequena dimensão que foi fechado por um muro aberto para a rua por um portão em ferro.
Na fachada do solar voltada ao pátio apresentam-se duas portas ao nível térreo, e quatro janelas de sacada no andar nobre. As janelas de sacada apresentam-se dotadas de uma moldura recta, são encimadas por uma cimalha e foram assentes sobre conjuntos de três volutas. Foram além disso unidas por um longo friso, que se estendo ao longo de toda a fachada principal e que se prolonga numa mesma organização e ritmo, pela fachada Norte que dá para a via pública.
Tal como geralmente acontece na grande maioria das casas nobres da época de setecentos, foi dedicada especial atenção à decoração do 2º andar, o andar nobre, sendo no entanto que neste solar da família Vaz, a sobriedade e a depuração seja uma constante especifica.
A data exacta da sua construção é desconhecida, no entanto torna-se possível que remonte aos inícios do século XVIII. Nos princípios do século XX, este solar foi alvo de obras que alteraram parte da zona Sul da casa e dos seus interiores. Da parte antiga submetida a estas obras restam três salas com tectos de madeira ainda das épocas setecentistas.
Na parte referente ao jardim também houve intervenção, desta vez estatal pois tiveram que ser cortados em parte da sua extensão por força da passagem de uma estrada, estrada esta que se estende ao longo da fachada Norte.
Este solar senhorial destaca-se além da sua imponência por apresentar algumas características curiosas e pouco comuns da arquitectura da região de Peso da Régua como é o seu tecto em madeira da sala de jantar. Este tecto foi construído sem que para isso fossem usados pregos ou cavilhas, uma vez que as madeiras foram preparadas de forma a se encaixarem na perfeição.
Ainda na sala de jantar, existia em tipos idos uma grande mesa de feita em madeira de carvalho, que foi construída no local, já que a sua dimensão e integralidade, não permitia outra solução.
A capela deste solar era possuidora de talha dourada.
Neste conjunto arquitectónico é de especial interesse o Brasão da família. Este Brasão é composto por um escudo de armas esquartelado com as armas dos Pintos, no primeiro quartel, com as armas dos Rebelos, no segundo, as dos Guedes, no terceiro, e as armas dos Vazes, no quarto.
É portanto claro que este solar se enquadra dentro do tipo de Arquitectura Civil, sendo que a sua construção remonta aos fins do século XVIII. Essa edificação ficou a dever-se um Capitão-mor, e fidalgo rural, grande latifundiário na região de Peso da Régua e que pertencia à família Vaz.
Este edifício foi Vendido pela Familia de Artur Vaz Osorio  no principio da decada de 70 ao Instituto de Vinho de Porto, seu Proprietario actual, para la ser instalado o Museu do Vinho do Porto, com acordo da familia foi deixado o praticamente todo o mobiliario. Em 1973 foi iniciado o restauro, iniciado com a substituiçao do telhado, que foi interrompido com o 25 de Abril de 1974, posteriormente foi ocupado por familias sem abrigo durante muitos anos, tendo sido alvo de imensos atos de vandalismo e roubos (nomeadamente dos tetos).Desocupado entretanto, foi deixado ao abandono pelos atuais proprietario (Instituto do Vinho do Porto).
Durante vários séculos este solar foi transmitido de geração em geração ao filho varão, que era quase sempre o herdeiro do morgadio.